# ناحیه ایتون، میشیگان
ناحیه ایتون (به انگلیسی: Eaton Township) یک منطقهٔ مسکونی در ایالات متحده آمریکا است که در شهرستان ایتون، میشیگان واقع شده‌است.
 ناحیه ایتون ۸۸٫۹ کیلومتر مربع مساحت و ۳٬۸۲۱ نفر جمعیت دارد و ۲۶۶ متر بالاتر از سطح دریا واقع شده‌است.